# Ketty Lester
Ketty Lester, nata Revoyda Frierson (Hope, 16 agosto 1934), è una cantante e attrice statunitense.

## Biografia
I suoi genitori erano contadini che alla fine avrebbero avuto un totale di 15 figli. Da bambina, Lester cantava prima nella sua chiesa e poi nei cori scolastici. Vinse una borsa di studio per studiare musica al San Francisco State College e all'inizio degli anni '50 iniziò ad esibirsi sotto il nome di Ketty Lester nel club Purple Onion della città. Successivamente è stata in tournée in Europa e Sud America come cantante con l'orchestra di Cab Calloway.
Lester (come Revoyda Frierson) apparve come concorrente nell'episodio del 26 dicembre 1957 di You Bet Your Life, condotto da Groucho Marx, cantando You Do Something to Me; la categoria prescelta è stata Mamma Oca, argomento di cui ha ammesso di non sapere nulla; George Fenneman le ha fornito le risposte corrette e lei e il suo partner hanno vinto mille dollari.
Ritornata in California, registra il suo primo singolo, Queen for a Day, per l'etichetta Everest. È stata presentata da Dorothy Shay ai produttori discografici e cantautori Ed Cobb e Lincoln Mayorga di The Four Preps e The Piltdown Men, che le hanno fatto vincere un contratto con Era Records a Los Angeles. Nel 1961 pubblicarono il suo singolo Love Letters e I'm a Fool to Want You.
Nel 1962 fece un tour nel Regno Unito come gruppo di supporto nel tour degli Everly Brothers. Il seguito, una versione di But Not for Me di George e Ira Gershwin dal musical Girl Crazy, ha raggiunto il numero 41 nelle classifiche pop statunitensi e il numero 45 nel Regno Unito. Ha pubblicato un album, Love Letters, che conteneva i brani You Can't Lie to a Liar e una cover di This Land Is Your Land di Woody Guthrie (entrambi pubblicati come singoli) ed è stata nominata per un Grammy nella categoria Miglior performance vocale pop femminile.
Lester continuò a registrare per la Era con scarso successo fino al 1964, quando firmò con la RCA. Ha pubblicato diversi singoli senza successo per quell'etichetta e due album, The Soul of Me e Where Is Love?, in uno stile più orientato all'R&B che è stato paragonato a Dinah Washington e Nancy Wilson. Alcune delle sue registrazioni precedenti figuravano anche su un lato di un album condiviso con brani precedentemente pubblicati da Betty Everett. Sempre nel 1964 vinse un Theatre World Award per la sua interpretazione nello spettacolo off-Broadway Cabin in the Sky.
Si trasferì all'etichetta Tower, pubblicando un singolo e un album, When A Woman Loves A Man, un disco di risposta a When a Man Loves a Woman di Percy Sledge. Tuttavia queste pubblicazioni e i successivi dischi per l'etichetta Pete, incluso un album del 1968 intitolato Ketty Lester, ebbero scarso successo commerciale.

## Discografia parziale
Album
- 1962 - Love Letters
- 1964 - Betty Everett & Ketty Lester
- 1964 - The Soul of Me
- 1965 - Where Is Love?
- 1966 - When a Woman Loves a Man
- 1969 - Ketty Lester

Singoli
- 1962 - Love Letters
- 1962 - But Not for Me

## Filmografia parziale

### Cinema
- Tradimento (Up Tight!), regia di Jules Dassin (1968)
- Blacula, regia di William Crain (1972)
- Prigioniero della seconda strada (The Prisoner of Second Avenue), regia di Melvin Frank (1975)

### Televisione
- Il tempo della nostra vita (Days of Our Lives) – soap opera, 59 puntate (1975-1977)
- La casa nella prateria (Little House on the Prairie) – serie TV, 40 episodi (1977-1983)